# Клан Макрей

Герб вождей клана Макрэ

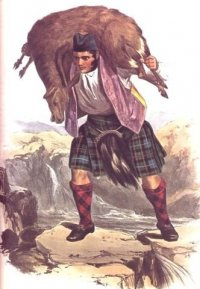
Человек из клана Макрэ в традиционной одежде, рисунок художника Маклана, 1845 год

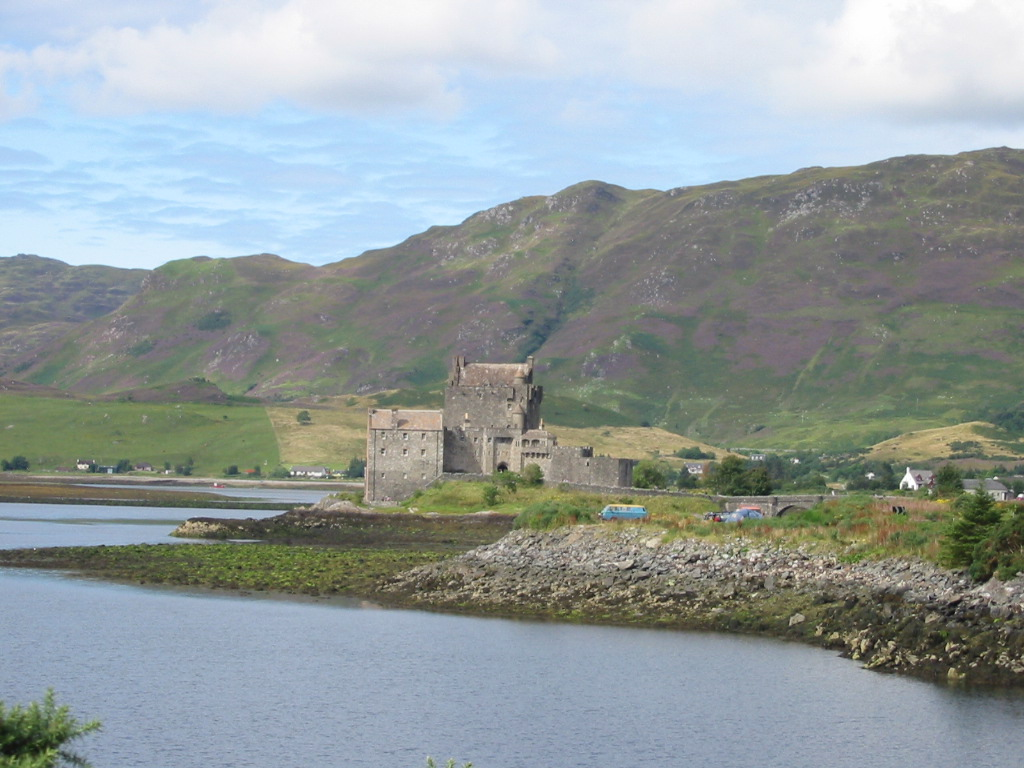
Замок Эйлен-Донан, 2002 год

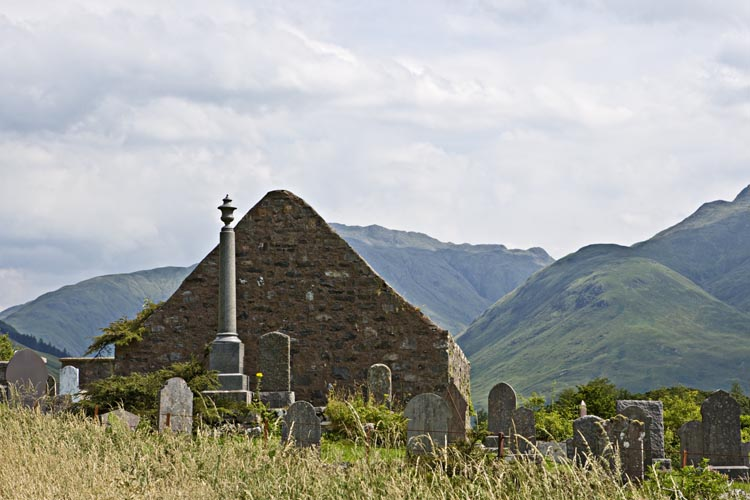
Руины церкви Клахан Дуйх — усыпальницы вождей клана Макрэ

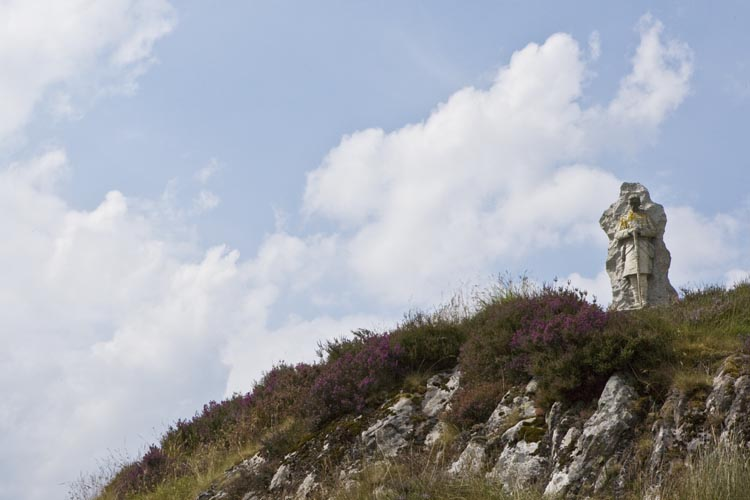
Памятник членам клана Макрэ, которые погибли в войнах

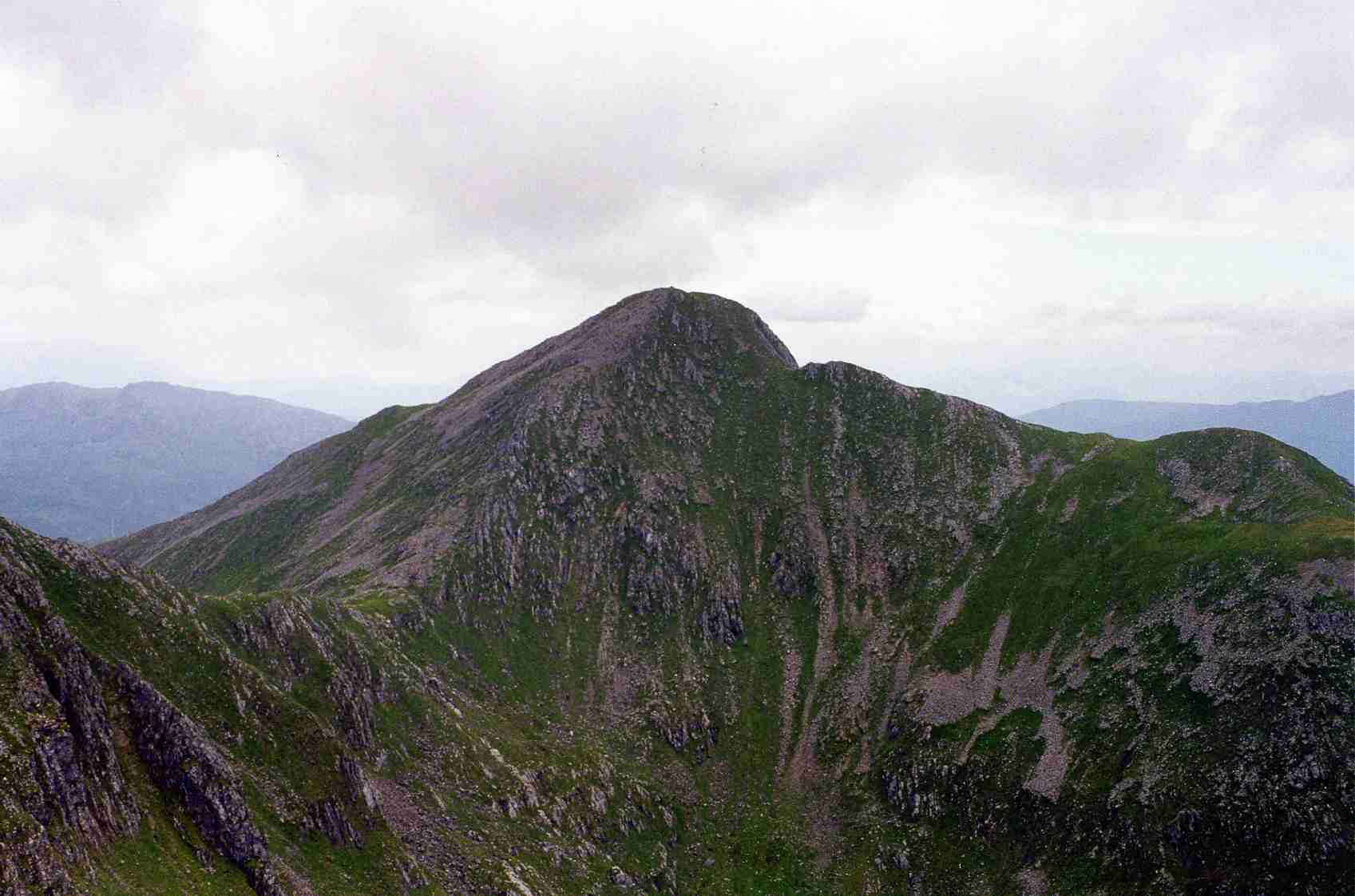
Гора Сгерр Фуаран в Кинтайле

Клан Макрэ (шотл. — Clan Macrae, Clan MacRae, гэльск. — MacRaith) — один из кланов горной Шотландии (Хайленда). На сегодня клан не имеет признанного вождя, поэтому, согласно шотландским законам, клан считается не самостоятельным кланом, а кланом оруженосцев".

## Название
Название клана Макре (и ее вариации) есть англификационная версия гэльского названия МакРайт (гэльск. — Mac Raith) — в переводе «Сын благодати».
- Девиз клана: Fortitudine — мужественно (лат.)
- Боевой клич клана: Sgurr Uaran — Сгерр Фуаран (название горы в владениях клана).

## Происхождение клана Макрэ
Согласно трудам шотландского историка XIX века Александра Маккензи, и священника Александра Макрэ, который жил в начале XX века, главным источником истории клана Макрэ является рукопись преподобного Джона Макрэ.
Согласно исторической традиции и преданиям, клан Макрэ имеет ирландское происхождение, сходное с кланами Маккензи и Маклин. Клан стал самостоятельным кланом на землях Клунз, что недалеко от южного берега Боли-Ферт в Ловате. И это произошло где-то в середине XIII века. Тогда возникла вражда между Макрэ и более сильным кланом Фрейзер из Ловата. Три сына вождя клана Макрэ были изгнаны со своих земель. Один поселился в Брахане (гэльск. — Brahan), что недалеко от Дингуолла, второй поселился в Аргайле, третий — в Кинтайле.
В то время в Кинтайле господствовал клан Маккензи, который переживал не лучшие времена. Макрэ были родственниками Маккензи, поэтому вождь клана Маккензи приветствовал людей клана Макрэ и заверил их, что они могут полагаться на помощь клана Маккензи. Хотя имя мужчины из клана Макрэ, который поселился в Кинтайле не дошло до нас, но известно, что он вступил в брак с дочерью или с внучкой МакБеолана, который владел большой частью Кинтайла перед захватом этих земель кланом Маккензи. Александр Маккензи одобрил этот брак и надеялся, что Макрэ станут надежными союзниками клана Маккензи.
Александр Макрэ считает, что эти события имели место где-то в начале XIV века, до того как клан Маккензи утвердился в Кинтайле. Но он отмечает, что замок Эйлен-Донан имел гарнизон из людей клана Макрэ еще в XIII веке, когда замок стал частью владений Кеннета, основателя линии Маккензи в Кинтайле.
Согласно исторической традиции, одним из предков линии Макрэ из Кинтайла был Фионнла мак Дуб Гиллехройсд (гэльск. — Fionnla mac Dubh Gillechriosd). Согласно трудам Александра Макрэ, прошло два или три поколения от времени поселения клана Макрэ в Кинтайле до Фионнлы мак Дуб Гиллехройсда. Фионнла Дуб был современником Мурдо Маккензи, 5-го вождя клана Маккензи из Кинтайла. В 1416 году Мурдо умер и ему наследовал его сын Александр. Когда дядя-бастард молодого вождя клана Маккензи захватил власть на землях клана и начал притеснять население, Фионнла Дуб сыграл важную роль в возвращении власти вождю клана. Основные линии Макрэ из Кинтайла и Макрэ из Инверината происходят от Фионнлы Дуба.

## История клана Макрэ
Клан Макрэ известен как постоянный союзник клана Маккензи. В записях 1520 года встречаем упоминание о клане Макрэ как о констеблях замка Эйлен-Донан. В 1539 году клан Макдональд из Слита осадили замок Эйлен-Донан с целью восстановить свое господство на Островах. Дункан Макрэ убил вождя клана Макдональд стрелой, что положило конец осаде замка. Благодаря постоянной службе клану Маккензи клан Макрэ из Кинтайла стал называться «Кольчуга Маккензи».

## XVII век — Гражданская война на Британских островах
К клану Макрэ принадлежал преподобный Фаркухар Макрэ (гельск. — Farquhar MacRae), который родился в 1580 году. Он был констеблем замка Эйлен-Донан и одновременно энергичным священником и большим знатоком латинского языка. Его второй сын — Джон Макрэ стал министром Дингуолла в 1640 году и умер в 1704 году.
Во время Гражданской войны на Британских островах клан Макрэ поддержал роялистов, но не последовательно. Клан поддерживал графа Сифорта, был на стороне сил, которые проиграли битву при Олдерне в мае 1645 года, поддерживал роялистов Джеймса Грэма, 1-го маркиза Монтроза.
Внук преподобного Фаркухара Макрэ — Дункан Макрэ из Инверрината был составителем известной рукописи Фернайг (гэльск. — Fernaig) в 1688—1693 годах.

## XVIII век — восстание якобитов
Первое восстание якобитов в 1715 году обернулось катастрофой для клана Макрэ. Решающая битва повстанцев с правительственными войсками состоялась при Шериффмуре, около Стерлинга. Воины клана Макрэ были на левом фланге, который остался незащищенным, когда кавалерия якобитов допустила ошибки. Кавалерия правительственных войск нанесла удар по отряду клана Макрэ, потом снова и снова и так больше 20 раз. Из 663 жертв в рядах якобитов 58 убитых были из клана Макрэ. Среди убитых был и Дункан Макрэ — молодой человек, который был известен благородством, высоким ростом, силой, стойкостью и нежным сердцем. Во время битвы он убил как минимум 7 врагов, прежде чем был убит английским солдатом. Его меч был выставлен в Тауэре как «меч великого горца». Еще один воин убит в этой битве из клана Макре — Джон из Конхры. Он отличился в бою и в горах его почитали как отважного воина, как одного из «четырех Джонов».
В 1721 году люди из клана Росс во главе с вождем Уильямом Россом 6-м из Питкални и его братом Робертом пошли собирать арендную плату в земли клана Маккензи. Они столкнулись с отрядом численностью 300 человек из кланов Маккензи и Макрэ во главе с полковником Дональдом Мурчисоном. После схватки люди клана Росс поняли, что дальнейшее сопротивление бесполезно. На следующий день сын вождя Уолтер Росс умер от ран, а его племянник Уильям, сын Роберта Росса был ранен, но выжил. Эта битва вошла в историю как битва при Глен-Аффрике.
Во время второго восстания якобитов в 1745 году клан Макрэ не поддержал повстанцев, а занял позицию британского правительства. Клан сформировал отряд под предводительством капитана Колина Маккензи. Отряд клана Маккензи был под Ширамором в Баденохе в июне 1746 года, в этот отряд входило более 60 человек из клана Макрэ. В конце XVIII и начале XIX века шотландские горцы интенсивно эмигрировали в Канаду, США, Австралию и Новую Зеландию. Клан Макрэ стал одним из «рассеянных по миру детей Кинтайла».

## Замок Эйлен-Донан
Замок Эйлен-Донан находится там, где встречаются три озера — Лох-Дайч, Лох-Лонг и Лох-Алш. Замок давно ассоциируется с кланом Макрэ и издавна был оплотом клана Маккензи. Замок был разрушен британским королевским флотом в 1719 году во время первого восстания якобитов. Руины замка купил и реставрировал в 1912—1932 годах подполковник Джон Макрэ-Гилстрап (1861—1937). Красота этого замка и интересное расположение сделали его одним из самых популярных туристических объектов Великобритании.

## Септы клана
Септы (Septs): Crae, Crea, Cree, MacAra, MacArra, MacCra, MacCrach, MacCrae, MacCraith, MacCraw, MacCray, MacCrea, MacCreath, MacCree, MacCrie, MacCrow, MacCroy, MacGrath, MacGraw, MachRay, MacRa, MacRach, MacRae, MacRaith, MacRath, MacRaw, MacRay, MacRie, McRae, Rae, Raith, Ray, Rea, Reath, Wray.